# Nederlands nationaal badmintonteam
Het Nederlands nationale badmintonteam vertegenwoordigt Nederland op internationale toernooien zoals het EK en WK, maar ook bij de Uber Cup, Thomas Cup en Sudirman Cup. Daarnaast komen de individuele spelers tijdens internationale toernooien ook uit voor het nationale team.
Het team wordt begeleid door een technische staf, bestaande uit: technisch directeur Victor Anfiloff, talentcoaches Nick Fransman en Paul Vennekens, bondscoaches Henri Vervoort en Eefje Muskens. Ilse Vaessen is de manager van het top badminton in Nederland. Er wordt getraind op Papendal.

## Sponsorproblemen
In december 2009 sloot de toenmalige Nederlandse Badminton Bond een sponsorcontract af met het Japanse merk Yonex. Dit contract gebood de spelers en speelsters van de nationale selectie om met rackets van het merk te spelen. Ook kwam het logo op de nationale tenues. De beste vier single spelers uit de selectie stemden hier niet mee in. Dicky Palyama, Eric Pang, Yao Jie en Judith Meulendijks gaven aan dat ze gedwongen werden contractbreuk te plegen op hun lopende persoonlijke sponsorcontracten met respectievelijk Carlton Sports (Palyama, Pang en Yao) en FZ Forza (Meulendijks).
Toen de rechter in Utrecht in 2009 uitspraak deed in het door de vier gestarte kort geding en hierbij de NBB in het gelijk stelde weigerden de spelers nog steeds om in te stemmen. Er werd een compromis voorgesteld waarin de spelers wel met eigen racket mochten spelen, maar het merklogo mocht zich alleen op het frame bevinden. Aangezien dit zich ook in de bespanning als afbeelding liet zien werden de vier door toenmalig technisch directeur Martijn van Dooremalen niet opgenomen in de selectie van het Europees kampioenschap voor gemengde teams.
Eind 2011 deed de rechter uitspraak in de bodemprocedure die de vier na het verlies van het kort geding aangespannen hadden. De rechter oordeelde dat de bond ten onrechte eiste dat de vier bij de titeltoernooien met Yonex moesten spelen. Overigens oordeelde de rechter ook dat het sponsorcontract niet in strijd is met het Nederlandse of Europese mededingingsrecht.

## Sponsoren
Yonex werd tevens de titelsponsor van de drie grootste badminton toernooien in Nederland: de Yonex Dutch Open, de Yonex Dutch International en de Yonex Dutch Junior International vanaf 1 januari 2010 t/m eind 2016. Deze samenwerking werd op 30 mei 2017 met 5 jaren verlengd voor de Yonex Dutch Open in Almere en de Yonex Dutch Junior International in Haarlem tot en met 2021. In 2023 werd de Yonex Dutch Open verplaatst naar Den Bosch en werd de ambitie uitgesproken het toernooi van International Challenge naar BWF Super 300 toernooi te laten groeien in 2025. FZ Forza is de huidige sponsor van de jaarlijkse Open Nederlandse Kampioenschappen badminton.
Badminton Nederland en FZ Forza sloten in juni 2017 een vierjarig contract met elkaar af, waarbij inbegrepen was de kleding voor spelers en coaches van de nationale selectie senioren, U19, U17 en U15. Ook werd FZ FORZA hoofdsponsor van het NK en materiaal sponsor/leverancier voor de trainingscentra en bij evenementen als de Finale Landskampioenschap Eredivisie, de finale van het bekertoernooi, de NJK en de NK Aangepast Badminton. Tegenwoordig spelen de Nederlandse selectiespelers anno 2024 in kleding van het merk Victor.

## Topbadminton
In nauwe afstemming met NOC*NSF zijn in 2020 het topbadminton programma gericht op de Olympische Spelen van 2024 en het talentprogramma gericht op de Olympische Spelen van 2028 van start gegaan. Beide selecties hun programma wordt  afgewerkt op Papendal en daarnaast zijn er sporters actief op de Regionale Trainingscentra (RTC’s) in Almere, Den Haag, Eindhoven en Arnhem. Vanwege Covid-19 waren de Tokyo Olympische Spelen uitgesteld naar 2021. Deze hebben plaatsgevonden en daar heeft Nederland aan deelgenomen met vier spelers te weten Mark Caljouw, Selena Piek, Cheryl Seinen en Robin Tabeling. 
Voor wat betreft Topbadminton was een bijdrage van € 220.000 vanuit de algemene
bondscontributie begroot, aangevuld met een bedrag van € 12.500 voor het Para badmintonprogramma, in totaal € 232.500. Het Topbadmintonprogramma heeft vanwege de coronapandemie in 2021 in een aangepaste vorm doorgang kunnen krijgen. Vooral in het voorjaar 2021 konden meerdere toernooien niet doorgaan. Daartegenover werden extra kosten gemaakt in verband met corona, zoals het vele testen. Uiteindelijk lagen de kosten in 2021 lager dan begroot en heeft er een reallocatie plaatsgevonden ad € 88.750 naar 2022.

## Selectie
De selectie zoals aangegeven op de site van Badminton Nederland.
| Naam              | Leeftijd |
| ----------------- | -------- |
| Finn Achthoven    | 21       |
| Andy Buijk        | 21       |
| Mark Caljouw      | 29       |
| Rune van Dalm     | 18       |
| Noah Haase        | 18       |
| Ruben Jille       | 27       |
| Joran Kweekel     | 25       |
| Ties van der Lecq | 23       |
| Casper Spaans     | 17       |
| Timo Stoffelen    | 22       |
| Joep Strooper     | 17       |
| Robin Tabeling    | 29       |
| Brian Wassink     | 23       |
| Dyon van Wijlick  | 20       |

| Naam                | Leeftijd |
| ------------------- | -------- |
| Kelly van Buiten    | 21       |
| Nadia Choukri       | 20       |
| Debora Jille        | 24       |
| Jaymie Laurens      | 20       |
| Meerte Loos         | 18       |
| Selena Piek         | 32       |
| Cheryl Seinen       | 28       |
| Alyssa Tirtosentono | 23       |
| Flora Wang          | 16       |
| Kirsten de Wit      | 19       |

## Statussen NOC*NSF

### A-status
De A-status kan door het bereiken van de vereiste resultaten bij twee meetmomenten per kalenderjaar worden behaald of behouden. Deze meetmomenten zijn vastgelegd door de technisch directeur/manager topbadminton in samenspraak met de prestatiemanager (NOC*NSF). Voor Badminton zijn deze meetmomenten/resultaten tijdens de Individuele Europese Kampioenschappen en tijdens de Wereldkampioenschappen of de Olympische Spelen. Bij een Europees kampioenschap dient een medaille gehaald te worden en bij het wereldkampioenschap of de Olympische Spelen dienen de spelers minimaal te eindigen bij de laatste 8. De status moet altijd door Badminton 
Nederland bij NOC*NSF worden aangevraagd nadat een resultaat bij een meetmoment is behaald. A-status sporters hebben het recht op een aparte ondersteuning die zij rechtstreeks van NOC*NSF kunnen ontvangen. 

### HP-status (High Potential)
Een HP-status kan door Badminton Nederland worden aangevraagd als een bijzonder talent het perspectief heeft om binnen korte tijd (dit is ter beoordeling van NOC*NSF) een A-status te kunnen veroveren. 
Deze status heeft een individueel karakter en de prestaties en het perspectief wordt per sporter door NOC*NSF en Badminton Nederland afgestemd. De status moet altijd door Badminton Nederland bij NOC*NSF worden aangevraagd. HP-status sporters hebben recht op een aparte ondersteuning die zij rechtstreeks van NOC*NSF kunnen ontvangen. 

### Selectiestatus
Een speler kan voor de Selectiestatus door de technisch directeur van Badminton Nederland worden voorgedragen op voordracht van de betreffende bondscoach. Het aantal selectie statussen is afhankelijk van het aantal toegewezen plekken vanuit NOC*NSF. Selectie status sporters hebben recht op een aparte ondersteuning die zij rechtstreeks van NOC*NSF kunnen ontvangen. 

### IT-status (Internationaal Talent)
De IT-status wordt door Badminton Nederland voor die sporters aangevraagd die in de S-1-selectie zitten en een erkend full time programma volgen op Papendal. Het aantal IT-statussen is afhankelijk van het aantal toegewezen plekken vanuit NOC*NSF. De bondscoaches selecteren de spelers voor de S-1-selectie.

### NT-status (Nationaal Talent)
De NT-status wordt door Badminton Nederland voor die sporters aangevraagd die tussen de 15 en de 18 jaar oud zijn en voldoen aan de criteria van het Talentprofiel. Ze zijn lid zijn van de Nederlandse Jeugdselectie en/of vier keer in de week meetrainen bij een RTC van Badminton Nederland. Para sporters die fulltime het programma volgen op Papendal en onder de 22 jaar zijn krijgen ook een NT-status toegekend van Badminton Nederland. 

### Beloftestatus
De Beloftestatus wordt aan sporters van 12 tot 17 jaar gegeven en voldoen aan de criteria van het Talentprofiel. Ze zijn lid van de Nederlandse Jeugdselectie en/of 4 keer in de week meetrainen bij een RTC van Badminton Nederland.

## Resultaten

### 2023
Nederland veroverde een prachtige gouden medaille bij de Europese Spelen 2023 in Krakau, Polen met Robin Tabeling en Selena Piek in het gemengd dubbel. Daarbij werd in de halve finale met 14 om 13 gewonnen van de Denen Mathias Christiansen en Alexandra Bøje, terwijl in de finale de Fransen Thom Gicquel en Delphine Delrue met 21-10, 13-21, 21-13 werden verslagen. Ook het duo Debora Jille en Cheryl Seinen behaalden bij de vrouwen dubbel de finale, maar verloren deze met 7-21. 17-21 van de Bulgaarse zusjes Gabriela Stoeva en Stefani Stoeva en moesten genoegen nemen met de zilveren medaille.
Nederland behaalde bij de Europese kampioenschappen badminton 2023 twee bronzen medailles. Hiervoor tekenden aan bij de mannen dubbel Ruben Jille en Ties van der Lecq en bij het gemengd dubbel Robin Tabeling en Selena Piek.

### 2021
Nederland behaalde bij de Europese kampioenschappen badminton 2021 één bronzen medaille met het koppel Selena Piek en Cheryl Seinen op het onderdeel vrouwen dubbel.

### 2020
Het Nederlandse mannen team veroverde een verrassende zilveren medaille door de 2e plek te behalen bij het Europees kampioenschap badminton voor landenteams 2020 in Liévin, Frankrijk. Na poule winst werd in de kwartfinale Engeland met 3-2 verslagen, in de halve finale werd Frankrijk met 3-2 verslagen en in de finale met 0-3 verloren van titelverdediger Denemarken.

### 2019
Nederland veroverde een gouden en een bronzen plak bij de Europese Spelen 2019. Het vrouwen dubbel Selena Piek en Cheryl Seinen wonnen het goud bij de vrouwendubbel door in een spannende 3 games finale van de Engelse dames Chloe Birch en Lauren Smith met 14-21, 21-13, 21-15 te winnen. De bronzen medaille werd gewonnen door het Nederlandse mannen dubbel Jelle Maas en Robin Tabeling.
Nederland behaalde een bronzen medaille bij de Europese Mixed Team Badminton Championships 2019 in Kopenhagen, Denemarken.

### 2018
Nederland behaalde bij de Europese kampioenschappen badminton 2018 twee bronzen medailles. Bij de mannendubbel met Jelle Maas en Robin Tabeling en bij de vrouwen dubbel met Selena Piek en Cheryl Seinen.

### 2016
Nederland veroverde bij de Europese kampioenschappen badminton 2016 drie medailles. Een zilveren plak voor het dames dubbel Selena Piek en Eefje Muskens en twee bronzen plakken zowel bij de vrouwen dubbel voor Samantha Barning en Iris Tabeling en bij het gemengd dubbel Jacco Arends en Selena Piek. 

### 2014
Nederland behaalde bij de Europese kampioenschappen badminton 2014 twee bronzen medailles. Op het onderdeel vrouwen dubbel met Eefje Muskens en Selena Piek en bij het gemengd dubbel met Jorrit de Ruiter en Samantha Barning.

### 2012
Yao Jie won haar 3e bronzen medaille bij de Europese kampioenschappen badminton 2012, het enige individuele ere metaal voor Nederland dat jaar.
De Nederlandse vrouwen ploeg pakt de bronzen medaille bij het Europees kampioenschap badminton voor landenteams 2012 in Amsterdam door met 3-1 van Rusland te winnen.

### 2010
De Nederlandse vrouwenploeg verliest de strijd om het brons met 0-3 van Duitsland en eindigt als 4e bij het Europees kampioenschap badminton voor landenteams 2010 in Warschau, Polen.

### 2009
Yao Jie behaalde een bronzen medaille bij de 2009 BWF Super Series Masters Finals in Johor Bahru, Maleisië.  Na 2e te worden in haar poule verloor ze de halve finale van de Maleisische winnares Wong Mew Choo met 2x 10-21.

### 2008
De Nederlandse vrouwenploeg veroverde zilver bij het Europees kampioenschap badminton voor landenteams 2008 in Almere. In de finale werd met 1-3 verloren van Denemarken.

### 2006
Nederland veroverde een zilveren medaille bij de Uber Cup in 2006. Dit is het officieuze wereldkampioenschap voor vrouwelijke landenploegen in het badminton. Nederland won in de kwartfinale met 3-2 van Japan en in de halve finale met 3-0 van Taiwan, terwijl in de finale met 0-3 werd verloren van China.
Bij de in Den Bosch gehouden Europese kampioenschappen badminton 2006 behaalde Nederland drie medailles. Twee zilveren plakken bij de vrouwen enkel met titel verdedigster Mia Audina en met het gemengde landen team kampioenschap. En een bronzen medaille voor Yao Jie in het vrouwen enkelspel.
Nederland behaalde goud met de dames bij de eerste editie van het Europees kampioenschap badminton voor landenteams in 2006 gehouden in Thessaloniki, Griekenland. Het Nederlandse damesteam versloeg Engeland in de finale met 3-0. Terwijl het mannen team de strijd om de bronzen plak met 1-3 verloor van Engeland.

### 2005
Yao Jie behaalde een bronzen medaille bij de IBF Badminton World Cup 2005 in Hunan, China.

### 2004
Mia Audina behaalde voor Nederland een zilveren medaille op het onderdeel vrouwen enkel bij de Olympische Zomerspelen van 2004 in Athene, Griekenland. Na een overtuigende winst in de halve finale op de Chinese Gong Ruina in 2 games met 11-4 en 11-2 werd de Olympische finale van de Chinese Zhang Ning na een spannende 3 games verloren met 11-8, 6-11, 7-11.
Nederland behaalde bij de Europese kampioenschappen badminton 2004 vier medailles. Twee gouden plakken met Mia Audina bij de vrouwen enkel en vrouwen dubbel, te samen met Lotte Bruil, een zilveren plak bij de landen team wedstrijden en een bronzen plak op het onderdeel vrouwen enkel met titel verdedigster Yao Jie.

### 2003
Mia Audina behaalde bij de Wereldkampioenschappen badminton 2003 een bronzen medaille in het vrouwen enkel voor Nederland.

### 2002
Nederland behaalde bij de Europese kampioenschappen badminton 2002 een record totaal van 5 medailles. Er werd dat jaar een gouden (Yao Jie) en zilveren (Mia Audina) plek bij de vrouwen enkel en bronzen medailles bij de vrouwen enkel (Brenda Beenhakker), gemengd dubbel (Chris Bruil/Lotte Jonathans) en het Europese landenteam kampioenschap behaald. 
Nederland veroverde met het dames team een bronzen medaille bij de Uber Cup in 2002.

### 2000
Het Nederlandse badminton team behaalde bij de Europese kampioenschappen badminton 2000 drie bronzen medailles. Zowel bij de Europese landen team kampioenschappen als op de individuele onderdelen vrouwen dubbel met Nicole van Hooren en Lotte Jonathans als bij het gemengd dubbelspel met Chris Bruil en Erica van den Heuvel

### 1998
Nederland behaalde bij de Europese kampioenschappen badminton 1998 twee medailles. Een zilveren medaille werd veroverd door Erica van den Heuvel met haar Duitse partner  Michael Keck in het gemengd dubbelspel en een bronzen medaille werd eveneens veroverd door Erica van den Heuvel op het onderdeel vrouwen dubbel met Monique Hoogland.

### 1996
Nederland behaalde bij de Europese kampioenschappen badminton 1996 twee bronzen medailles. Op het onderdeel mannen enkel met Jeroen van Dijk en op het onderdeel gemengd dubbelspel met het duo Ron Michels en Erica van den Heuvel.

### 1994
Nederland behaalde bij de Europese kampioenschappen badminton 1994 twee bronzen medailles. Op het onderdeel vrouwen dubbel met Erica van den Heuvel met haar Zweedse partner Maria Bengtsson en op het onderdeel gemengd dubbelspel met het duo Ron Michels en Erica van den Heuvel.

### 1992
Nederland won bij de Europese kampioenschappen badminton 1992 één bronzen medaille met het koppel Ron Michels en Sonja Mellink op het onderdeel gemengd dubbel.

### 1990
Nederland veroverde bij de Europese kampioenschappen badminton 1990 een zilveren en een bronzen plak. Zilver was er voor het vrouwen dubbel Eline Coene en Erica van den Heuvel en brons voor het mannen dubbel Pierre Pelupessy en Alex Meijer.
Eline Coene en Erica van den Heuvel behaalden ook een bronzen medaille voor Nederland in het vrouwen dubbel bij de IBF Badminton World Cup 1990 in Indonesië.

### 1988
Nederland veroverde bij de Europese kampioenschappen badminton 1988 een zilveren en een bronzen plak. Zilver werd veroverd door het gemengd dubbel Alex Meijer en Erica van den Heuvel, terwijl ook Eline Coene in het vrouwen enkel met een bronzen plak naar huis kwam.

### 1978
Nederland veroverde bij de Europese kampioenschappen badminton 1978 drie bronzen medailles. Hiervoor tekenden aan Joke van Beusekom in het vrouwen enkel en het vrouwen dubbelspel met Marjan Ridder en ook Rob Ridder met Marjan Ridder op het onderdeel gemengd dubbel.

### 1977
Joke van Beusekom en Marjan Ridder veroverden voor Nederland bij de Wereldkampioenschappen badminton 1977 een zilveren medaille op het onderdeel vrouwen dubbel.

### 1976
Nederland behaalde bij de Europese kampioenschappen badminton 1976 één bronzen medaille met het gemengd dubbel duo Rob Ridder en Marjan Leuskens.

### 1974
Joke van Beusekom behaalde voor Nederland twee bronzen medailles bij de Europese kampioenschappen badminton 1974. In het vrouwen enkel en vrouwendubbel spel samen met Marjan Leuskens.

### 1972
Nederland behaalde bij de Europese kampioenschappen badminton 1972 een mooie bronzen medaille met Joke van Beusekom in het vrouwen enkelspel.

### 1968
Nederland behaalde bij de 1e editie van de Europese kampioenschappen badminton  in 1968 in het West Duitse Bochum een bronzen medaille bij de vrouwen dubbel met Agnes Geene en  Joke van Beusekom.